# Château de Sagiyama

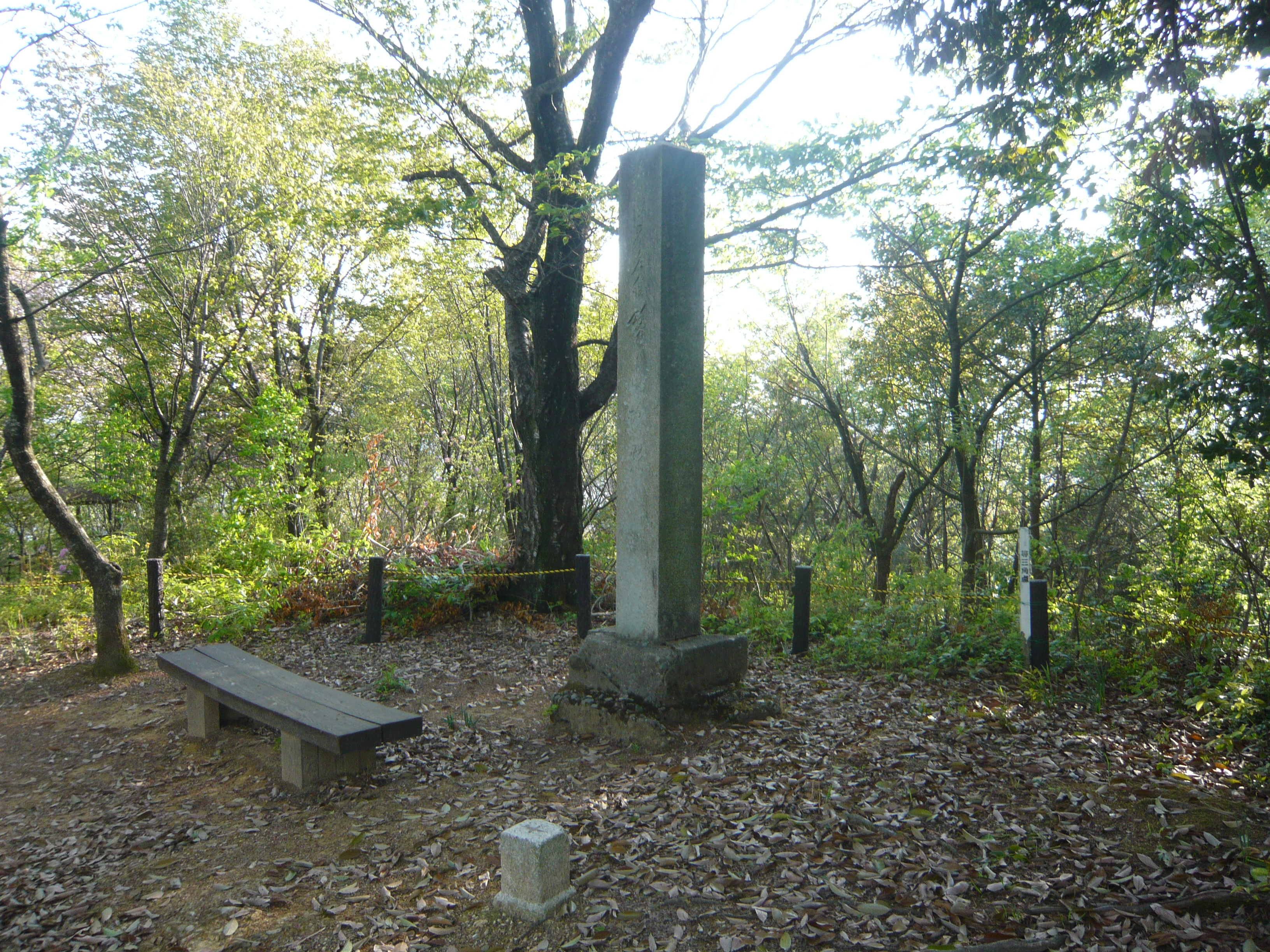
Stèle à l'emplacement du château de Sagiyama.

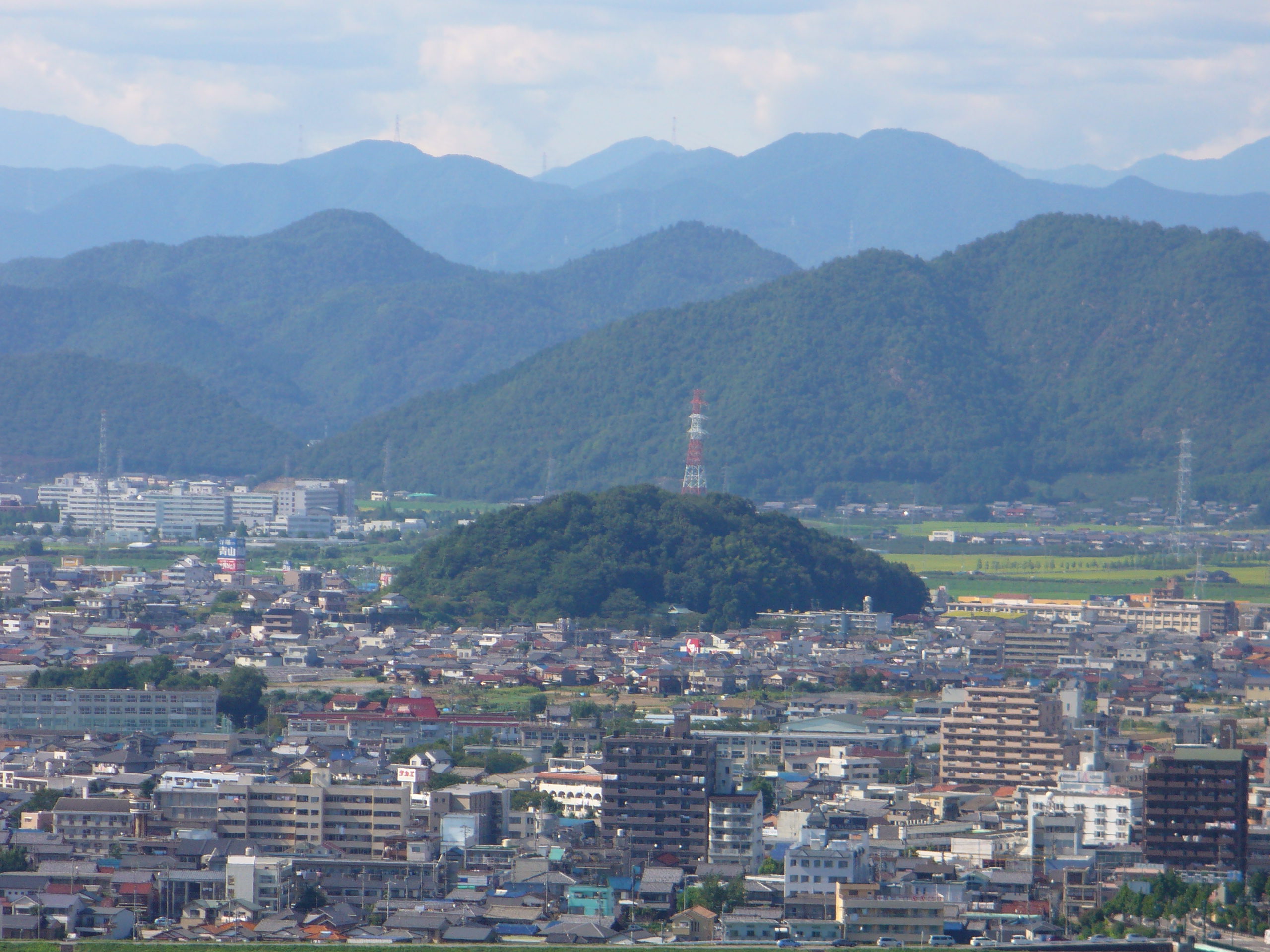
Le mont Sagi.

Le château de Sagiyama (鷺山城, Sagiyama-jō) fut construit dans la province de Mino au Japon à la fin de l'époque de Heian (fin du XIIe siècle) et détruit durant l'époque Sengoku au milieu du XVIe siècle. Les ruines du château se trouvent dans la ville actuelle de Gifu, préfecture de Gifu. Il était situé au sommet du mont Sagi, qui ne fait que 68 m de haut. Comme le château avait été construit comme résidence et non comme forteresse défensive, son emplacement sur une petite colline avait peu d'importance.

## Histoire
Le château de Sagiyama fut construit par Satake Hideyoshi entre 1185 et 1190. Il servait de château principal pour le clan Toki dont les membres étaient les shugo de la province de Mino à l'époque. Mais après la construction du château de Kawate plus au sud en 1353, le château de Sagiyama ne joua plus de rôle important dans la région. Toki Yorinari s'installa dans le château au début du XVIe siècle mais choisit de vivre au château de Kawate après en être devenu le shugo.
Après que Saitō Dōsan eut usurpé le pouvoir du clan Toki en 1530, il déplaça le centre du pouvoir de la région au château de Gifu situé au sommet du mont Kinka. Il continuait cependant à se rendre au château de Sagiyama car celui-ci était facile d'accès. Dōsan transmit la possession du château à son fils Saitō Yoshitatsu en 1548 après quelques réparations. À l'origine, Dōsan pensait nommer Yoshitatsu pour successeur mais quand celui-ci apprit que Dōsan pouvait choisir un autre fils, il tua ses deux frères. Ces meurtres amenèrent à la bataille de Nagaragawa (en) entre Dōsan et Yoshitatsu en 1556, qui eut pour conséquence la mort de Dōsan et la destruction du château.
Durant la construction de la ligne Shinkansen Tōkaidō et de l'autoroute Meishin Expressway en 1964, des scories et des pierres du mont Sagi ont été utilisées, ce qui en diminua la hauteur. À l'occasion des travaux d'excavation, des pierres ayant servi aux fondations du château ont été découvertes.
Bien que le château ait disparu, ce qui en reste, dont des murs en terre et un fossé, est protégé.